# Квиддельбах
Квиддельбах (нем. Quiddelbach) — община в Германии, в земле Рейнланд-Пфальц. 
Входит в состав района Арвайлер. Подчиняется управлению Аденау.  Население составляет 259 человек (на 31 декабря 2013 года). Занимает площадь 4,43 км². Через посёлок протекает ручей Брайтшайдер-Бах. Рядом с посёлком проходит гоночная трасса Нюрбургринг (северная петля).